# Liolaemus cranwelli
Liolaemus cranwelli este o specie de șopârle din genul Liolaemus, familia Tropiduridae, descrisă de Donoso-barros 1973. Conform Catalogue of Life specia Liolaemus cranwelli nu are subspecii cunoscute.